# Goera interrogationis
Goera interrogationis är en nattsländeart som beskrevs av Lazar Botosaneanu 1970. Goera interrogationis ingår i släktet Goera och familjen grusrörsnattsländor. Inga underarter finns listade i Catalogue of Life.